# Roland de Wolfe
Roland de Wolfe is een Engels professioneel pokerspeler. Hij won onder meer de €10.000 Grand Prix de Paris van de World Poker Tour Rendez Vous a Paris 2005 (goed voor $574.419,- prijzengeld), het €5.000 No Limit Hold 'em-toernooi van de European Poker Tour Irish Masters 2006 (goed voor 696.970,-) en het $5.000 Pot Limit Omaha Hi-Low Split-8 or Better-toernooi van de World Series of Poker (WSOP) 2009 (goed voor $246.616,-).
De Wolfe was de eerste speler ooit die zowel een World Poker Tour (WPT)- als een European Poker Tour (EPT)-zege op zijn naam schreef en de tweede ooit die zowel een WPT-, EPT- als een WSOP-toernooi won (de zogenaamde Triple Crown), na Gavin Griffin. Hij had tot aan mei 2011 al meer dan $5.300.000,- gewonnen met pokertoernooien (cashgames niet meegerekend)

## Wapenfeiten
Behalve zijn titels op de WSOP, WPT en EPT, haalde De Wolfe verschillende andere aansprekende resultaten in deze toernooireeksen. Zo werd hij derde in het $25.000 WPT Championship - No Limit Hold 'em van de WPT Fourth Annual Five-Star World Poker Classic 2006, waarmee hij $1.025.205,- won.
Voor De Wolfe in 2009 zijn eerste WSOP-titel won, werd hij al eens derde in de $2.000 No Limit Hold 'em Shootout van de World Series of Poker 2006 (goed voor $65.520,-), zesde in het $2.000 No Limit Hold 'em-toernooi van de World Series of Poker 2007 ($98.293,-) en vierde in het $5.000 Limit/No Limit Hold 'em-toernooi van de World Series of Poker 2008 ($117.030,-). Na het daadwerkelijk behalen van zijn eerste WSOP-titel, was hij dicht bij een tweede toen hij vier dagen later vijfde werd in het $1.500 No Limit Hold 'em-toernooi van de WSOP 2009 ($112.957,-) en opnieuw toen hij vierde werd in het £10.000 No Limit Hold 'em - Championship Event van de World Series of Poker Europe 2010 ($430.325,-).
Daarnaast won De Wolfe onder meer:
- het £1.500 No Limit Hold 'em-toernooi van het Poker Meltdown Festival 2006 ($37.670,-)
- de PartyPoker Poker Nations Cup Final 2008 ($16.666,-)
- het £2.000 No Limit Hold 'em-toernooi van het Mansion Poker Les A London Open 2010 ($119.160,-)

## WSOP
| Jaar                       | Toernooi               | Prijs      |
| -------------------------- | ---------------------- | ---------- |
| World Series of Poker 2009 | $1.500 Pot Limit Omaha | $237.415,- |